# (8006) Tacchini
(8006) Tacchini (1988 QU) – planetoida z pasa głównego asteroid okrążająca Słońce w ciągu 4,34 lat w średniej odległości 2,66 au. Odkryta 22 sierpnia 1988 roku.